# Pelea de exhibición
Una pelea de exhibición es un evento sin fines de lucro de deportes de contacto, generalmente una pelea de boxeo en la que los participantes luchan, normalmente durante tres rondas. Pueden usar guantes grandes para minimizar el daño por puñetazos o el impacto en los combatientes, cabeceras y ropa no relacionada con el boxeo. Muchas peleas de exhibición involucran a campeones mundiales actuales o anteriores, y las peleas de exhibición generalmente se llevan a cabo con fines benéficos o para el entretenimiento del público. Las peleas de exhibición generalmente no se enumeran como ocurridas en los registros de la carrera del boxeador.
En Inglaterra, boxeadores como Jem Mace, Jimmy Wilde y Tommy Farr pelearon combates oficiales y de exhibición en lo que se llamó "cabinas de boxeo".
En Rusia, a principios de la década de 1890, el aristócrata Mikhail Kister realizó en peleas de exhibición.

## Inicios del Siglo XX
A principios del siglo XX, las exhibiciones de box se hicieron populares en todo Estados Unidos. Muchas veces, las peleas oficiales debían anunciarse como exhibiciones, debido a las leyes estatales prohibían el boxeo profesional. A medida que avanzaba el siglo, Jack Dempsey, Jack Johnson y otros realizaron peleas de exhibición. Benny Leonard hizo una exhibición para el United Drive Rally el 23 de mayo de 1923.

## Finales del Siglo XX
Las peleas de exhibición se volvieron menos comunes a medida que avanzaba el siglo XX. Sin embargo, se realizaron numerosos eventos notables, muchos de los cuales incluyeron a Muhammad Ali. Ali boxeó tanto con reconocidos boxeadores, como celebridades durante este período, incluidos Michael Dokes, Antonio Inoki, Gorilla Monsoon, Lyle Alzado, Dave Semenko, y el el famoso comediante puertorriqueño José Miguel Agrelot (con Iris Chacón actuando como la mujer de la esquina de Agrelot).
Aproximadamente seis meses después de que Ali lo venciera por el título mundial de peso pesado, George Foreman participó en cinco peleas de exhibición en una tarde: el 26 de abril de 1975, boxeó contra Jerry Judge, Boone Kirkman, Charley Polite, Terry Daniels y Alonzo Johnson en Toronto, Ontario., Canadá.
El 1 de enero de 1985, se organizó en la Ciudad de México, México, un espectáculo que incluía a varios boxeadores campeones del mundo en peleas de exhibición para recaudar dinero para las víctimas de una explosión de gas en 1984 en México. Entre los luchadores estaban Lupe Pintor, Germán Torres, Julio César Chávez y Héctor Camacho Sr. Estos dos últimos se enfrentarían en una pelea oficial en septiembre de 1992, la cual Chávez ganó por decisión unánime.

## Siglo XXI
En 2006, Mike Tyson anunció que haría una gira mundial que consistiría en combates de exhibición. La única de estas peleas que se llevó a cabo fue una pelea contra su ex compañero de entrenamiento y ex boxeador profesional Corey "T-Rex" Sanders . Esta pelea tuvo lugar en Youngstown, Ohio.
En 2009, el reciente boxeador retirado Óscar De La Hoya y el jugador de baloncesto Shaquille O'Neal realizaron una pelea de boxeo de exhibición en un episodio para ABC del programa de televisión ABC Shaq Vs. .
A finales de 2014, Julio César Chávez regresó al ring para una exhibición con Vicente Sagrestano en un combate destinado a recolectar juguetes para niños pobres. Él y su antiguo rival Mario Martínez, contra el cual ganó su primer campeonato mundial en 1984, se enfrentaron nuevamente el 3 de julio de 2015, en un evento a beneficio para las dos clínicas de rehabilitación de drogas de Chávez.
El 31 de diciembre de 2018, el boxeador Floyd Mayweather Jr. y el kickboxer Tenshin Nasukawa realizaron una pelea de exhibición de boxeo en Rizin 14 Saitama .
El 28 de noviembre de 2020, los boxeadores Mike Tyson y Roy Jones Jr. se enfrentaron en una pelea de exhibición que resultó en un empate.